# Rendement (energie)
Rendement bij energieomzettingen is de verhouding tussen de uitgaande nuttige energie en de energie die er in gaat.
De meeste soorten van energieomzetting zijn niet volmaakt, alleen bij omzettingen naar warmte wordt een rendement van 100% bereikt. Bij de andere omzettingen treden altijd verliezen op, die meestal extra warmte opleveren. In bijvoorbeeld een verbrandingsmotor wordt uiteindelijk (afhankelijk van het ontwerp van de motor) maar ongeveer 35% van de energie die in de brandstof aanwezig is in bewegingsenergie omgezet, de rest wordt via het koelsysteem als warmte afgevoerd. Zelfs theoretisch is het onmogelijk om dit vermijden wegens de tweede hoofdwet van de thermodynamica. In een auto gaat daarna overigens nog eens 5% verloren in de wrijving (die overigens ook als warmte afgevoerd wordt) van de transmissie, zodat uiteindelijk 30% overblijft voor de voortbeweging.
Het maximale theoretisch rendement voor de omzetting van chemische of thermische naar mechanische energie wordt behaald in een reversibel proces en is afhankelijk van de temperatuur van het reservoir buiten het systeem waar de warmte wordt afgevoerd. Daardoor loopt bijvoorbeeld het rendement van elektriciteitscentrales terug als het koelwater, dat van oppervlaktewater betrokken wordt, bij warm weer een hogere temperatuur heeft. De belangrijkste reden waarom de centrales bij lang aanhoudend warm weer soms minder elektriciteit kunnen produceren is echter de maximaal toegestane temperatuur van het rivierwater na lozing van het retourwater.
De 'afvalwarmte' van warmte-krachtcentrales die voor stadsverwarming gebruikt wordt, gaat ook ten koste van het rendement van de elektriciteitsopwekking. Dit hoeft op zich niet slecht te zijn, maar het is een misvatting dat dit 'gratis' energie is.

## Vermogen in een elektrische stroomkring
Een gloeilamp is een goed voorbeeld van energie en vermogen in een elektrische stroomkring. Er gaat tot wel 95% verloren aan warmte-energie in plaats van aan lichtenergie, bij een fluorescentielamp is dat zo'n 65%, bij een moderne ledlamp zo'n 50%.

## Definitie
Een rendement {\displaystyle \eta } is de verhouding van de nuttige hoeveelheid en de hoeveelheid die onder ideale omstandigheden verkregen zou worden. In de thermodynamica werkt men met warmtehoeveelheden {\displaystyle Q}, zo wordt het rendement:
{\displaystyle \eta ={\frac {Q_{\text{nuttig}}}{Q_{\text{toegevoegd}}}}}
Dikwijls werkt men ook met  vermogens:
{\displaystyle P={\frac {Q}{\Delta t}}}
waarin {\displaystyle Q} de warmtehoeveelheid is welke gedurende de tijd {\displaystyle \Delta t} vervoerd werd. Vermogen is gedefinieerd als de hoeveelheid energie per tijdseenheid. Een vermogen kan uiteraard ook andere vormen van energie betreffen dan warmte, er is ook omzetting mogelijk tussen verschillende vormen van energie. Warmte-energie kan bijvoorbeeld omgezet worden naar kinetische energie (beweging) zoals dit in verbrandingsmotoren gebeurt. Men kan het rendement dus ook uitdrukken als:
{\displaystyle \eta ={\frac {P_{\text{nuttig}}}{P_{\text{toegevoegd}}}}}
In plaats van warmte kunnen natuurlijk ook andere energiematen gebruikt worden zoals arbeid:
{\displaystyle \eta ={\frac {W_{\text{nuttig}}}{W_{\text{toegevoegd}}}}} (dat is nuttige arbeid /toegevoegde arbeid)
{\displaystyle \eta ={\frac {E_{\text{nuttig/Δt}}}{E_{\text{toegevoegd/Δt}}}}} (dat is nuttige veldsterkte /toegevoegde veldsterkte over een tijdsverschil)
Vaak wordt "toegevoegd" ook als "totaal" genoteerd.